# Макинский сельский округ
Ма́кинский се́льский окру́г (каз. Макинка ауылдық округі) — административная единица в составе района Биржан сал Акмолинской области Казахстана. 
Административный центр — село Макинка.

## История
В 1989 году существовал как — Макинский сельсовет (сёла Макинка, Буланды, Карла Маркса, Когам, Сосновка) в составе Кокчетавской области.
В периоде 1991—1998 годов:
- Макинский сельсовет был преобразован в сельский округ;
- село Карла Маркса было переименовано в село Макпал;
- село Каратал было передано в состав сельского округа из Баймырзинского сельского округа;
- после упразднения Кокчетавской области вместе с районом сельский округ был включен в состав Акмолинской области.

В 2005 году село Сосновка было переименовано в село Карагай.
В 2010 году село Дачи было упразднено.

## Население
| Численность населения | Численность населения | Численность населения |
| 1989                  | 1999                  | 2009                  |
| --------------------- | --------------------- | --------------------- |
| 3833                  | ↘3431                 | ↘3141                 |

## Состав
| № | Населённый пункт | Тип населённого пункта       | Население, 1989 | Население, 1999 | Население, 2009 |
| - | ---------------- | ---------------------------- | --------------- | --------------- | --------------- |
| 1 | Буланды          | село                         | 409             | 419             | 239             |
| 2 | Дачи             | село, упразднено             | -               | 52              | 33              |
| 3 | Карагай          | село                         | 186             | 112             | 73              |
| 4 | Каратал          | село                         | 210             | 194             | 109             |
| 5 | Когам            | село                         | 369             | 356             | 358             |
| 6 | Макинка          | село, административный центр | 2 413           | 1 900           | 2 013           |
| 7 | Макпал           | село                         | 456             | 398             | 316             |

## Местное самоуправление
Аппарат акима Макинского сельского округа — село Макинка, улица Валерия Чкалова, 75.